# Furkotský potok
Furkotský potok je potok v horním Liptově, v západní části okresu Poprad. Je to levostranný přítok Bielého Váhu, měří 4,5 km a je tokem IV. řádu. Teče na území TANAP-u, konkrétně územím NPR Furkotská dolina.

## Pramen
Pramení ve Vysokých Tatrách na jihovýchodním svahu Ostré veže (2 129,1 m n. m.) v nadmořské výšce přibližně 1 880 m n. m.

## Popis toku
V období jarního tání sněhu vytéká z Vyšného Wahlenbergovho plesa na jihovýchodním úpatí Ostré veže a dále protéká přes Nižné Wahlenbergovo pleso (2 053,0 m n. m.). Na horním toku teče jihojihovýchodním směrem přes Furkotskou dolinu, kde se několikrát esovitě ohýbá, následně se stáčí severojižním směrem a vstupuje do podtatranské kotliny, do podcelku Tatranské podhůří. Zde nejprve protíná Tatranskou magistrálu, postupně se stáčí jihozápadním směrem, opouští území národní přírodní rezervace a západně od osady Štrbské Pleso se v nadmořské výšce cca 1 215 m n. m. vlévá do Bielého Váhu.